# L’Ilot
L'Ilot – maleńka (~ 88×78 m), granitowa wysepka położona 900 m na zachód od North Point – najbardziej na północ wysuniętego punktu wyspy Mahé. Leży w północno-wschodniej części zatoki Beau Vallon Bay, w dystrykcie Beau Vallon, na Seszelach. Na wyspie rosną dwie palmy kokosowe.